# Harland & Wolff Welders FC
Harland & Wolff Welders FC is een Noord-Ierse voetbalclub uit de hoofdstad Belfast die zijn wortels heeft in de lassers van scheepswerf Harland and Wolff.
In 2009 en 2010 werd de club kampioen van de derde klasse en promoveerde zo naar de tweede klasse.

## Erelijst
Intermediate Cup
2002/03, 2006/07

## Eindklasseringen
| 7 |

| ? |

| 5 |

| 3 |

| 2 |

| 5 |

| 4 |

| 9 |

| 7 |

| 10 |

| 1 |

| 1 |

| 6 |

| 9 |

| 6 |

| 6 |

| 4 |

| 2 |

| 7 |

| 3 |

| 6 |

| 8 |

| - |

| 5 |

| 7 |

| 6 |

| 3 |

| NIFL Premiership | NIFL Championship | NIFL Premier Intermediate League |

De drie NIFL-divisies hebben in de loop der jaren diverse namen gekend, zie Northern Ireland football league system